# Playtronic
A Playtronic é uma desenvolvedora de jogos digitais , e foi uma das mais importantes  fabricante brasileira de videogames e brinquedos com sede em Manaus, no Brasil, e era uma joint venture entre as empresas Gradiente Industrial S.A. (empresa de produtos eletrônicos de consumo) e Manufatura de Brinquedos Estrela S.A. (fabricante de brinquedos).  A empresa foi fundada em 15 de março de 1993, cujo propósito inicial era fabricar e distribuir produtos da Nintendo fora do Japão para o mercado brasileiro, competindo diretamente com a TecToy, representante da Sega no país.  Desde 2016, a Playtronic desenvolve jogos para Android e Xbox.

## 1993-1996 Playtronic
A Nintendo chegou nas terras brasileiras através da parceria com as empresas nacionais Gradiente e Estrela que fecharam um acordo com a Nintendo em 1992 formando a Playtronic Industrial ltda. em 17 de março de 1993, O anúncio da fusão alcançou grande atenção na mídia, considerando que a Playtronic foi a primeira empresa no mundo a produzir produtos da Nintendo fora do Japão. Pouco tempo depois, o Super Nintendo Entertainment System foi o primeiro console a ser anunciado e produzido em 24 de agosto de 1993, adaptado para o sistema de TV analógica PAL-M do Brasil. Mesmo com o lançamento tardio, o sucesso de suas vendas abocanhou 60% do segmento local de consoles de videogame de 16 bits em abril de 1995.
O Nintendo Entertainment System foi o próximo console a ser produzido. Mas mesmo após o início das vendas, o mercado brasileiro estava saturado há muito tempo por consoles contrabandeados (da China e de Taiwan)  e clones NES locais - um dos mais bem-sucedidos é o Phantom System, fabricado pela própria Gradiente. Devido a este facto, o lançamento bastante tardio e os elevados preços dos produtos licenciados da Nintendo, as vendas foram muito fracas. Com todo este cenário, os clones NES e o Master System da TecToy ainda eram os consoles de videogame de 8 bits mais vendidos no país.
A fábrica era em Manaus e iniciou a produção de seus produtos na Rua Carvalho Leal, Bairro Cachoeirinha.
Até o seu último ano de 1996, a Playtronic também trouxe o Game Boy, Virtual Boy e Nintendo 64 para o consumidor brasileiro. Mas devido a um problema de fluxo de caixa de longo prazo, Estrela vendeu 50% de sua participação acionária na Playtronic para a Gradiente por US$ 7,3 milhões, encerrando a joint venture. Depois disso, a Gradiente Entertainment Ltda. foi a divisão criada para suceder a representação local da Nintendo até 2003, quando deixaram o negócio de videogames devido a vários fatores, incluindo a alta cotação do dólar, a redução da renda familiar média e a alta difusão da pirataria no Brasil.

## Jogos Traduzidos
A Playtronic — tal como a TecToy, sua concorrente local — investiu na tradução de alguns títulos para o português.
Destaca-se o jogo Super Copa para o Super NES, que é uma versão do jogo Tony Meola's Sidekicks Soccer. O jogo apresentava, além de textos em português e espanhol, anúncios de empresas atuantes no Brasil, como a Adidas e a Elma Chips e era o único exclusivo da Playtronic.

## O Fim da Parceria
Em 1996, a Estrela vendeu sua parte na empresa, deixando assim de existir a Playtronic originaria da fusão entre Estrela/Gradiente. A partir daí passou a se chamar então de Gradiente Entertainment Ltda, fundada e registrada na Receita Federal sob o CNPJ 23.010.804/0001-77. Até dezembro de 2000 as vendas combinadas totalizaram 2 milhões de hardwares e 2,5 milhões de softwares. Isto significa que o mercado de games no Brasil agitou R$ 200 milhões com a Nintendo.
Contudo, no início de 2003, a Gradiente deixou de fabricar e comercializar, por sua própria opção, a linha de videogames no país, encerrando a parceria com a Nintendo no Brasil.

## Atualidade da Playtronic
Depois de 10 anos completamente abandonada, a Playtronic foi adquirida em 2013 por um grupo de programadores de games, com o intuito de impedir o esquecimento da marca pelo povo brasileiro. Em 2016 passou a desenvolver games próprios para Android e em 2024 iniciou a produção de jogos para Xbox.